# Cnesterodon
Cnesterodon ist eine Gattung der lebendgebärenden Zahnkarpfen aus dem südöstlichen Südamerika.

## Merkmale
Es handelt sich um klein bleibende Vertreter der lebendgebärenden Zahnkarpfen, die eine maximale Länge von 4,5 cm erreichen, wobei die Männchen deutlich kleiner bleiben. Die Afterflosse der männlichen Tiere ist typisch für die Unterfamilie zu einem Gonopodium umgebildet. Das Gonopodium ist lang und besitzt an der Spitze einen hakenförmigen Fortsatz. Die Fische sind unscheinbar graugelb mit silbriger Bauchseite und wirken teilweise glasig durchscheinend. Der von Charles Darwin zwischen Februar 1832 und Oktober 1835 entdeckte Zehnfleckkärpfling (Cnesterodon decemmaculatus), die Typusart seiner Gattung, besitzt eine Reihe schwarzer Punkte auf der Körperseite.
Cnesterodon-Arten besiedeln in großer Zahl ruhige Gewässer wie Teiche und Gräben, die reich an Vegetation sind und im Sommer Temperaturen von über 30 °C erreichen können.

## Arten
Die Gattung Cnesterodon umfasst folgende zehn Arten:
- Cnesterodon brevirostratus Rosa & Costa, 1993
- Cnesterodon carnegiei Haseman, 1911
- Cnesterodon decemmaculatus (Jenyns, 1842), Zehnfleckkärpfling, früher manchmal mit dem Kaudi verwechselt[2]
- Cnesterodon holopteros Lucinda, Litz & Recuero, 2006
- Cnesterodon hypselurus Lucinda & Garavello, 2001
- Cnesterodon iguape Lucinda, 2005
- Cnesterodon omorgmatos Lucinda & Garavello, 2001
- Cnesterodon pirai Aguilera, Mirande & Azpelicueta, 2009
- Cnesterodon raddai Meyer & Etzel, 2001
- Cnesterodon septentrionalis Rosa & Costa, 1993